# Sue Rolph
Sue Rolph, née le 15 mai 1978 à Newcastle upon Tyne, est une ancienne nageuse britannique.

## Biographie
Aux Jeux à Victoria, elle termine seulement 5e du 50 m nage libre, 6e du 100 m nage libre et 8e du 200 m 4 nages. Lors de cet événement, elle gagne sa seule médaille sur le 4 x 100 m nage libre, en or.
Quatre ans plus tard, aux Jeux du Commonwealth de 1998 à Kuala Lumpur, elle remporte le 50 m nage libre en battant l’Écossaise Alison Sheppard sur les quinze derniers mètres. Elle remporte également le 100 m nage libre devant les Australiennes Susie O'Neill et Rebecca Creedy, finit sur la 3e marche du podium sur le 200 m 4 nages et la 2e du 4 x 100 m nage libre.